# Il pane degli uccellini
Il pane degli uccellini (Le Pain des petits oiseaux) è un cortometraggio del 1911 diretto da Albert Capellani.

## Trama
Un pianista, mentre dà da mangiare il pane agli uccellini nel parco, aiuta una giovane senzatetto dalla strada e la porta a casa per prendersi cura di lei. Un giorno la porta con sé al lavoro a casa di una ballerina. La ballerina si accorge che la giovane è brava a ballare e cosi gli consiglia di andare a iscriversi alla grande tournée américaine de le danseuse ètoile. La giovane donna diventerà una famosa ballerina e un giorno aiuterà l'uomo che l'ha salvata dalla miseria.